# St. Anna und St. Katharina (Gütz)

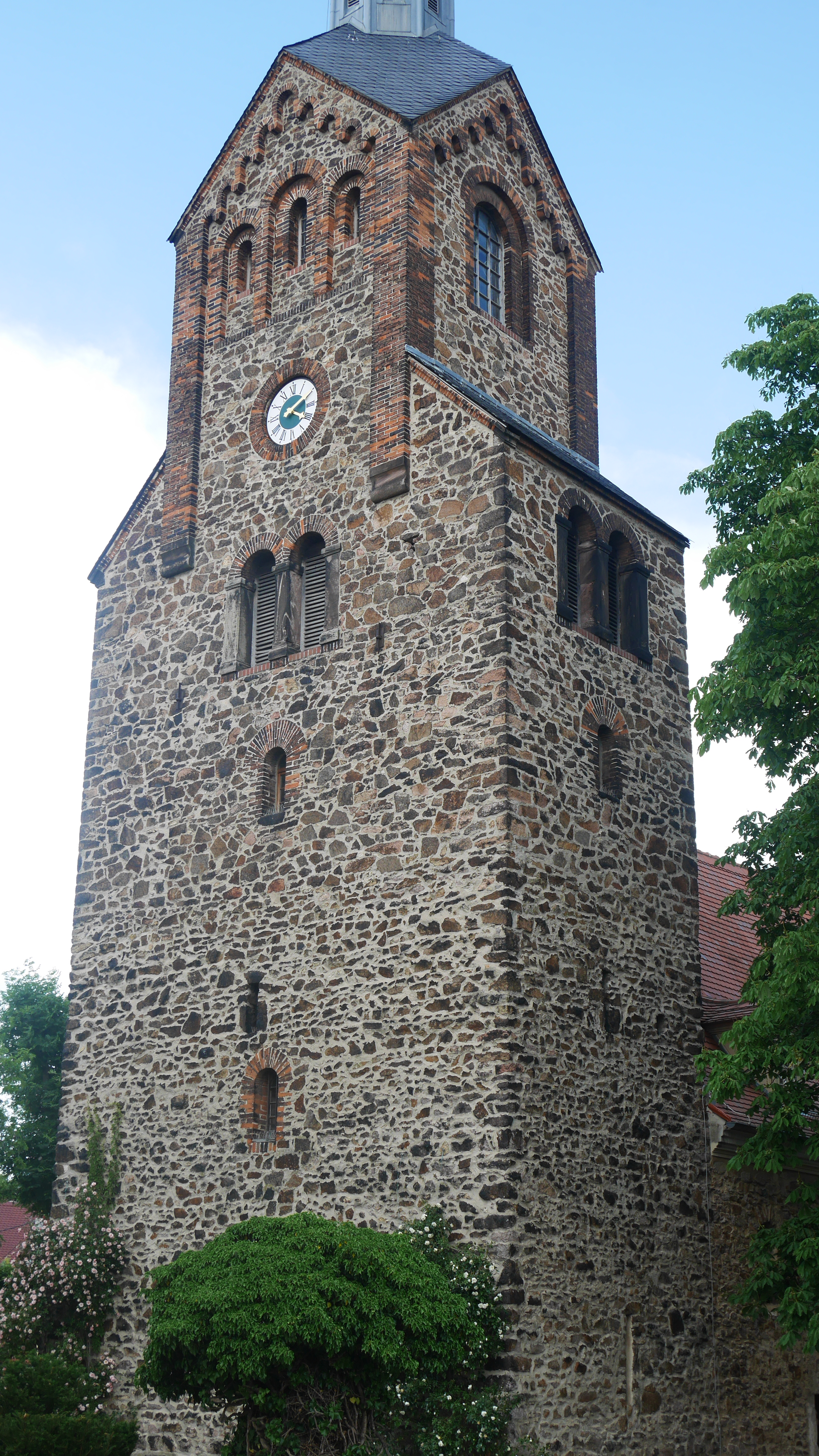

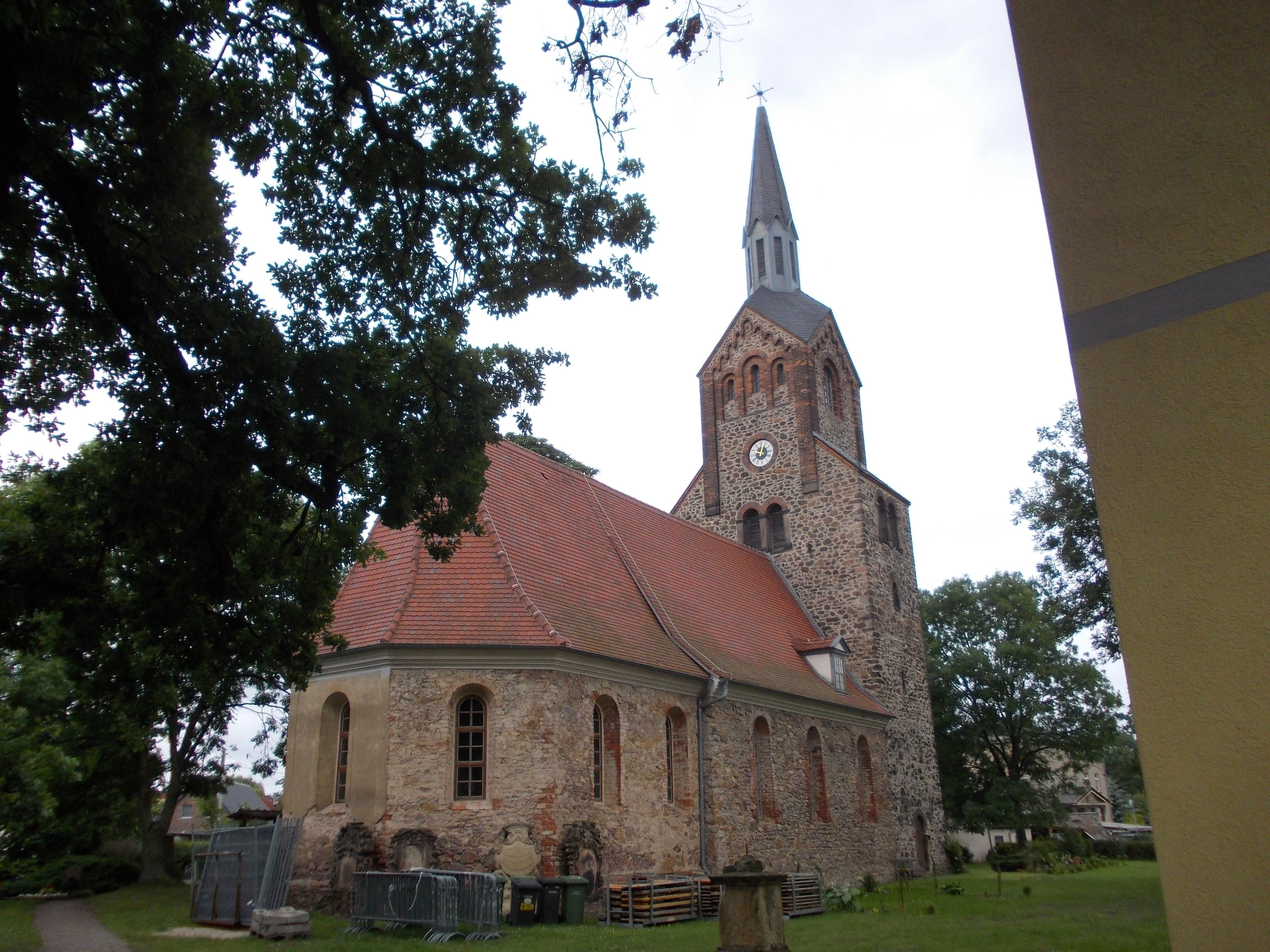
Ansicht von Nordosten, 2013

Die Dorfkirche St. Anna und St. Katharina in Gütz, einem Ortsteil der Stadt Landsberg im Saalekreis in Sachsen-Anhalt, ist ein im Kern romanischer Bau des 12. Jahrhunderts. Sie gehört zum Pfarrbereich Landsberg im Kirchenkreis Halle-Saalkreis der Evangelischen Kirche in Mitteldeutschland. Im örtlichen Denkmalverzeichnis ist sie unter der Erfassungsnummer 094 55196 als Baudenkmal verzeichnet.

## Geschichte und Architektur
Die evangelische Dorfkirche wurde vermutlich auf dem Standort einer slawischen Wasserburg erbaut. Sowohl das Kirchenschiff als auch der Turmschaft sind romanischen Ursprungs. Dem Schiff, einem einschiffigen verputzten Bruchsteinbau, mit ebenfalls unverputzten Westquerturm ist ein spätgotischer eingezogener Chor mit dreiseitigem Schluss angefügt. Umfassende Veränderungen an der Kirche erfolgten in den Jahren 1777–1779, bei denen das Kirchenschiff erhöht wurde und ein Tonnengewölbe erhielt. An der Südseite wurde eine Vorhalle angefügt. 1854 wurde der Turm erweitert; im Jahr 1886 auf 38 Meter erhöht und mit einem neuromanischen Glockengeschoss versehen, in dem sich eine Bronzeglocke von 1488 befindet.
Die 1972 durch einen Sturm beschädigte und 1976 aufgegebene Kirche verfiel zusehends durch Vandalismus, Diebstahl und bauliche Vernachlässigung. 1992 wurde der Turm umfassend instand gesetzt und saniert.
Auf dem Kirchhof sind qualitätvolle barocke Grabstelen und Grabsteine des 17., 18. und frühen 19. Jahrhunderts aufgestellt.

## Ausstattung

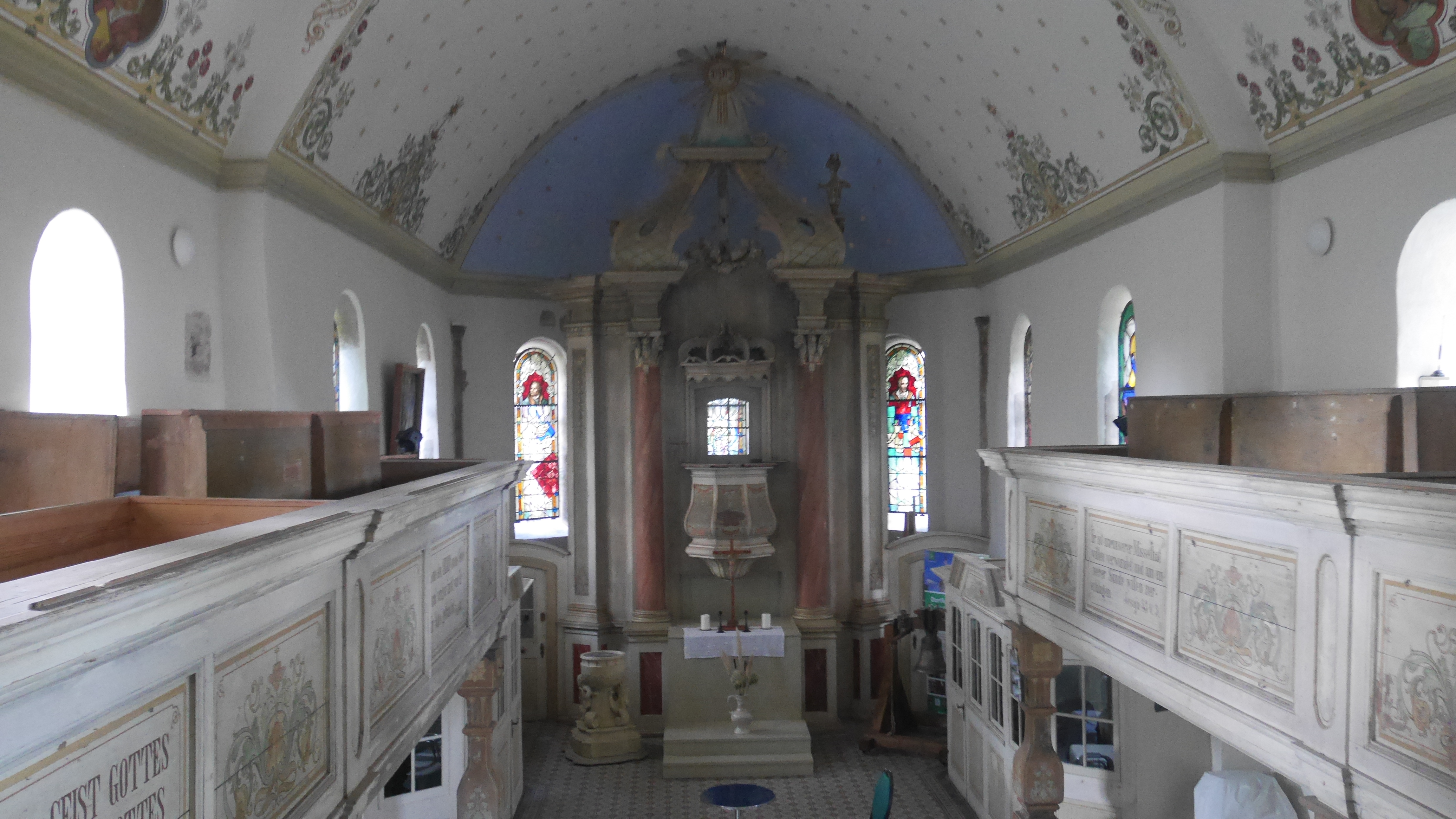
Innenansicht nach Osten, 2020

Die einheitliche barocke Inneneinrichtung mit dem Holztonnengewölbe und den Hufeisenemporen stammt aus dem Umbau der 1770er Jahre. Der qualitätvolle hölzerne Kanzelaltar von 1778 mit dem auferstandenen Christus im Aufsatz und seitlichen Putti wird von korinthischen Säulen eingefasst. Reste des Orgelprospekts in späten Rokokoformen sind noch vorhanden.
Im Jahr 1917 erhielt der Chor farbige Buntglasfenster im historistischen Stil, die ebenfalls dem Vandalismus zum Opfer fielen.
Die von Markus Lüpertz geschaffenen und 2013 eingeweihten neuen Buntglasfenster sind von internationalem Rang. Die sieben Chorfenster zeigen u. a. Martin Luther, Philipp Melanchthon und den Apostel Paulus.